# Sport Coopsol Trujillo
Sport Coopsol Trujillo fue un club de fútbol con sede en la ciudad de Trujillo en el departamento de La Libertad, Perú.  Fue fundado el 30 de agosto de 1995 como Deportivo UPAO, participó en la Primera División durante tres temporadas y luego en la Copa Perú hasta su desaparición en el año 2006.

## Historia

### Deportivo UPAO
El club fue fundado el 30 de agosto de 1995 bajo el nombre Deportivo UPAO como equipo representativo de la Universidad Privada Antenor Orrego. Su participación empezó en la tercera división de la liga distrital de Trujillo, de la cual se coronó campeón ese mismo año. La siguiente temporada, una buena campaña le otorgó el título de campeón en la segunda división trujillana.
Para 1997 logró consecutivamente campeonar en la primera división de Trujillo y ganar las etapas departamental y regional de la Copa Perú, tras lo cual llegó a la final disputada en la ciudad de Lima en la que empató en el primer lugar con Juan Aurich, lo que obligó a un partido extra el cual perdió por 1-0. Debido a esa gran campaña la Federación Peruana de Fútbol le cursó una invitación para participar en el Campeonato de Segunda División, rechazando tal invitación.
En 1998 su participación fue muy discreta, sólo llegó a la etapa regional. Para el año siguiente conformó un buen equipo y logró el título de la Copa Perú tras dejar en el camino a Sport Áncash en la etapa regional, a Deportivo Pomalca y Estudiantes de Medicina en la nacional y al Alfonso Ugarte, al que logró derrotar en la final mediante un partido extra jugado en Lima, el cual ganó 3-2. Ello le permitió que la temporada siguiente disputara en Primera División.

### Sport Coopsol Trujillo
Luego de su participación en el Campeonato Descentralizado 2000, el siguiente año -debido a problemas económicos- el Grupo Empresarial Coopsol adquirió el club, independizándose de la universidad por completo y cambiando el nombre a Sport Coopsol Trujillo. Aquel año se mantuvo en la zona baja de la tabla, ubicándose noveno entre doce participantes. Perdió la categoría en el año 2002.
Tras su descenso, disputó la Etapa Regional de la Copa Perú 2003, donde fue eliminado y tuvo que retornar a su liga de origen. Al año siguiente sin el menor apoyo del grupo patrocinador, quedó en el último lugar del torneo descendiendo a la Segunda División de Trujillo. En 2005 no fue inscrito en este campeonato, descendiendo automáticamente a Tercera División. En 2006 tampoco se presentó para jugar ese campeonato y desapareció oficialmente.

## Uniforme
- Uniforme titular: Camiseta roja, pantalón azul, medias blancas.
- Uniforme alternativo: Camiseta blanca, pantalón rojo, medias blancas.

### Evolución del uniforme Deportivo UPAO

#### Titular
| Deportivo UPAO 1996 | Deportivo UPAO 1997 Inicial | Deportivo UPAO 1997 Final | Deportivo UPAO 1998 | Deportivo UPAO 1999 Inicial | Deportivo UPAO 1999 Final | Deportivo UPAO 2000 Inicial | Deportivo UPAO 2000 Intermedio | Deportivo UPAO 2000 Final |  |

#### Alterna
| Deportivo UPAO 1997 Inicial | Deportivo UPAO 1997 Final | Deportivo UPAO 1998 | Deportivo UPAO 1999 Inicial | Deportivo UPAO 1999 Intermedio | Deportivo UPAO 1999 Final | Deportivo UPAO 2000 Inicial | Deportivo UPAO 2000 Final |  |

### Evolución del uniforme Sport Coopsol

#### Titular
| Sport Coopsol 2001 Inicial | Sport Coopsol 2001 Intermedio | Sport Coopsol 2001 Final | Sport Coopsol 2002 Inicial | Sport Coopsol 2002 - 2003 | Sport Coopsol 2004 |  |

#### Alterna
| Sport Coopsol 2001 Inicial | Sport Coopsol 2001 Intermedio | Sport Coopsol 2001 Final | Sport Coopsol 2001 - 2002 | Sport Coopsol 2002 - 2003 | Sport Coopsol 2004 |  |

## Entrenadores
Deportivo UPAO
- José Ramírez Cubas (1999) Campeón Copa Perú 1999

Sport Coopsol Trujillo
- Roberto Chale (2002)
- Rafael Castillo (2002)
- César Cubilla (2003)
- Ramón Quiroga (2003)

## Palmarés

### Torneos nacionales
| Competición nacional | Títulos | Subcampeonatos |
| -------------------- | ------- | -------------- |
| Copa Perú (1/0)      | 1999.   | 1997.          |

### Torneos regionales
| Competición regional                         | Títulos           | Subcampeonatos |
| -------------------------------------------- | ----------------- | -------------- |
| Etapa Regional - Región II (2/0)             | 1997, 1999.       |                |
| Liga Departamental de La Libertad (3/0)      | 1997, 1998, 1999. |                |
| Liga Provincial de Trujillo (2/0)            | 1997, 1999.       |                |
| Liga Distrital de Trujillo (2/0)             | 1997, 1999.       |                |
| Segunda División Distrital de Trujillo (1/0) | 1996.             |                |
| Tercera División Distrital de Trujillo (1/0) | 1995.             |                |

## Filiales

### Club Deportivo Universitario UPAO
La Universitario Universidad Privada Antenor Orrego, creó equipo de fútbol denominado Deportivo Universitario UPAO, con sede en la ciudad de Trujillo, en el Departamento de La Libertad. Fue fundado en el año 2000 y actualmente juega el campeonato de la Copa Perú. Este club, es el sucesor del Deportivo UPAO.

### Escuela de Formación Sport Coopsol Trujillo
La Escuela de Formación Sport Coopsol Trujillo, es una institución creada por ex-dirigentes del Sport Coopsol Trujillo. El presente proyecto se inició a finales del 2021 pero se concretó en el 2022. Con el objetivo de revivir al equipo histórico que militó en la primera profesional, empezando desde las bases y canteras. Pensando al largo plazo, la institución quiere formar a los futuros jugadores y latentos del club para posteriormente pasarlo al equipo principal. Con ello, podrán participar en la Liga Distrital de Trujillo desde la segunda división.

## Relacionado
- Deportivo Coopsol
- Sport Coopsol

## Enlaces
- Galería Deportivo UPAO - Sport Coopsol
- Alianza Lima vs Deportivo UPAO
- Pérdida de la categoría
- Historia Deportivo UPAO - Sport Coopsol de Trujillo
- Breve Resumen
- Reencuentro de los exjugadores
- Alianza Lima vs Sport Coopsol

- Datos: Q5006085